# Aristarco di Samotracia
Aristarco di Samotracia (in greco antico: Ἀρίσταρχος ὁ Σαμόθραξ?, Arístarchos ho Samóthrax; Samotracia, 216 a.C. circa – Cipro, 144 a.C. circa) è stato un filologo e scrittore greco antico, sesto bibliotecario della biblioteca di Alessandria.

## Biografia
Aristarco - soprannominato «ὁ γραμματικώτατος» "espertissimo in questioni linguistiche e letterarie" - venne da Samotracia ad Alessandria per studiare sotto Aristofane di Bisanzio. Fu maestro del figlio di Tolomeo Filometore e poi bibliotecario della celebre biblioteca di Alessandria, che lasciò alla morte di Tolomeo VI, nel 145, ritirandosi a Cipro.
Si mantenne fedele all'insegnamento di Aristofane, difendendo, in grammatica, il principio dell'analogia, secondo il quale le forme grammaticali vanno desunte dall'esempio offerto dai maggiori scrittori.

## Opere
Sua l'edizione di Omero più celebre dell'antichità, tramandata nel «commento dei Quattro»: egli esprimeva la convinzione che Omero, il maggior poeta greco, fosse l'autore sia dell'Iliade che dell'Odissea.
Oltre ad Omero, commentò Anacreonte, Archiloco, Aristofane, Erodoto, Eschilo, Esiodo, Ione e Pindaro, e fu autore di Συγγράμματα (Syngràmmata), brevi discussioni critiche di natura monografica sulle opinioni di altri commentatori. Se dei suoi scritti restano pochi frammenti, in compenso numerose sono le testimonianze indirette riportate dai grammatici successivi e dagli scoliasti. Fu inoltre l'inventore del genere degli Ὑπομνήματα (hypomnèmata), cioè commentari continui ai testi letterari: oltre a intervenire sulla tradizione testuale, Aristarco motivava e chiariva le sue scelte di ecdotica filologica, ed è forse questo il motivo per il quale fu il filologo di maggior successo tra gli esponenti della scuola di Alessandria. Il commento alle opere letterarie era contenuto in un rotolo papiraceo diverso da quello del testo, e la διπλή (diplé) era il segno del richiamo dal testo letterario al commento. 
Dopo Aristarco vi furono altri bibliotecari ad Alessandria, ma l'epurazione degli studiosi della biblioteca voluta da Tolomeo VIII segnò il declino dell'istituzione della biblioteca e del museo: questo è il motivo per cui tradizionalmente è considerato l'ultimo bibliotecario.
Aristarco passò alla storia come filologo «estremamente rigoroso, e secondo alcuni maligno e pedante», che «spese la sua esistenza a cercare le pecche nei lavori degli altri, senza nulla concedere nemmeno a Omero, Pindaro, Esiodo». Da tale fama deriva l'espressione "fare l'Aristarco", che significa «cercare i minimi difetti di qualcosa o di qualcuno in modo fiscale, pedante o maligno; invalidare un progetto, un'iniziativa e simili sulla base di una sua trascurabile manchevolezza. Anche accanirsi contro qualcuno fino a confonderlo».